# アレクセイ・スタンチンスキー

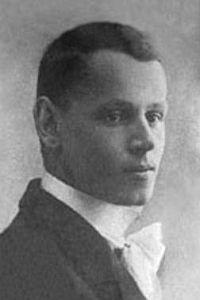
アレクセイ・スタンチンスキー
.

アレクセイ・スタンチンスキー（Алексей Владимирович Станчинский; ラテン文字での転写例 : Alexei Vladimirovich Stanchinsky, 1888年9月21日 - 1914年10月6日?）はロシアの作曲家。

## 生涯
地主階級に生まれ、専門的に学び始める前から、地元の民俗音楽を蒐集したことがある。モスクワ音楽院に学び、ニコライ・ジリャーエフとセルゲイ・タネーエフに師事。作曲科で最も将来を嘱望される学生であったが、父親の急死を機に精神病を患い、たびたび精神病院に入院した。意識の清澄なときは、ごく普通に作曲活動に取り組んでいたが、ひとたび妄想に襲われると、宗教熱が高まり、作品を破り捨てるなどを繰り返した。最終的には医者に見放されている。1914年の秋に、転地療養を兼ねてクリミア地方の友人の別荘を訪問中に失踪し、謎の溺死を遂げた。検視の結果、自殺説と事故死説の二つの可能性が示唆されたが、確証のないまま前者の可能性が高いといわれてきた。
スタンチンスキーの現存する作品は、ほとんどがピアノ曲である。ソナタやフーガのような大形式の作品も見られるが、ほとんどは前奏曲や「スケッチ」などの小品集である。スクリャービンの影響のもとに、濃密な半音階や繊細なリズム語法を用いたが、次第にムソルグスキーや民族音楽に影響されて旋法性や変拍子を多用し始め、恩師タネーエフ流儀の対位法的書法にも傾倒し、とりわけカノンを好むようになった。スタンチンスキー作品では、これらが複雑に絡み合っているが、ムソルグスキーの影響が強まってからは、旋律においても和声においても、全音階的な傾向が明らかとなっている。
短い一生の間に、メトネルやアレクサンドロフらといった学友を感服せしめ、両者はともにスタンチンスキーへの追悼作品を作曲した。スタンチンスキーの存命中に、ロシア帝国の主要な都市でそのピアノ曲が演奏されるようになっていたものの、幾多の政変による紆余曲折を経て、作品が（アレクサンドロフら、かつての旧友の手によって）出版されたときには、作曲者の死から四半世紀が経っていた。また、サムイル・フェインベルクはスタンチンスキー作品の擁護者であり、ソ連の国内外で演奏したほか、アレクサンドロフ同様、自身の作曲様式において多少の影響を受けている。プロコフィエフは1913年にスタンチンスキー作品について文章を残しており、プロコフィエフのピアノ曲は、辛辣で小気味良い表現においてスタンチンスキーとの共通点が認められる。アルトゥール・ルリエーもスタンチンスキー作品を知っていたらしい。

## 主要作品一覧

### 声楽曲
- ロバート・バーンズの詩による12の歌 (1907-1910)

### 室内楽
- ピアノ三重奏曲 (1907-1910)
- 弦楽三重奏曲

### ピアノ曲
- ピアノ・ソナタ変ホ短調（単一楽章、1905年）
- ピアノのための3つのスケッチ（1905-1907）
- 夜想曲（1907年）
- 3つの前奏曲（1907）
- 前奏曲（1908）
- 前奏曲 変ホ長調 (1908)
- カノン ロ短調 (1908)
- 前奏曲とフーガ ト短調 (1909)
- 3つの前奏曲 (1907-1910)
- 12の前奏曲 作品1 (1911)
- 変奏曲イ短調 (1911)
- 5つの前奏曲 (1907-1912)
- ピアノ・ソナタ第1番ヘ長調 (1911-1912)
- アレグロ 作品2 (1912)
- ピアノ・ソナタ第2番 ト長調 (1912)
- カノン形式による5つの前奏曲 (1913-1914)
- 前奏曲 変ト長調 (1913-1914)

## 参照事項・外部リンク
- スタンチンスキー、アレクセイ・ヴラジーミロヴィチ - ウェイバックマシン（2016年3月4日アーカイブ分）
- スタンチンスキー/ 4声のカノン
- Alexei Stanchinsky -- Piano Music
- Internet Edition compiled by Onno van Rijen
- アレクセイ・スタンチンスキーの楽譜 - 国際楽譜ライブラリープロジェクト